# سربیو
سربیو (به اسپانیایی: Cervelló) یک شهرستان در اسپانیا است که در استان بارسلون واقع شده‌است.

## خصوصیات
سربیو ۲۴٫۱۱ کیلومترمربع مساحت و ۸٬۱۸۷ نفر جمعیت دارد و ۱۲۲ متر بالاتر از سطح دریا واقع شده‌است.